# Tony Pollard
Tony Pollard (Memphis, 30 aprile 1997) è un giocatore di football americano statunitense che milita nel ruolo di running back per i Tennessee Titans della National Football League (NFL).

## Carriera

### Dallas Cowboys
Pollard fu scelto nel corso del quarto giro (128º assoluto) del Draft NFL 2019 dai Dallas Cowboys.

#### Stagione 2019
Polland debuttò come professionista subentrando nella settimana 1 correndo 13 volte per 24 yard nella vittoria contro i New York Giants per 35–17. Nel corso del terzo turno contro i Miami Dolphins, Pollard corse per la prima volta oltre 100 yard e segnò il suo primo touchdown nella vittoria per 31-6. La sua stagione da rookie si concluse con 455 yard corse e 2 marcature disputando 15 partite, sempre come riserva di Ezekiel Elliott.

#### Stagione 2020
Nel 15º turno della stagione 2020, con Elliott infortunato, Pollard disputò la seconda gara in carriera come titolare, rispondendo con 69 yard corse e un touchdown nella vittoria sui San Francisco 49ers.

#### Stagione 2021
Nella gara di settimana 2, la vittoria 20-17 contro i Los Angeles Chargers, Pollard guadagnò 137 yard dalla linea di scrimmage. Nel quinto turno, la vittoria 44-20 contro i New York Giants, Pollard corse 103 yard. Chiuse la stagione giocando 15 partite, nessuna da titolare, con 130 corse per 719 yard e due touchdown.

#### Stagione 2022
Nel quinto turno della stagione 2022 Pollard segnò un touchdown dopo una corsa da 57 yard. Nella partita della settimana 8, la vittoria sui Chicago Bears 49-29, Pollard, partito da titolare per la seconda volta in stagione, corse 14 volte per 131 yard e segnò tre touchdown su corsa, venendo premiato come running back della settimana. Nell'undicesimo turno, nella vittoria sui Minnesota Vikings, corse 80 yard, ne ricevette 109 e segnó 2 touchdown su ricezione, venendo premiato come giocatore offensivo della NFC della settimana. A fine stagione fu convocato per il suo primo Pro Bowl dopo avere corso 1.007 yard e 9 touchdown. Nel divisional round dei playoff fu costretto a lasciare la gara contro i San Francisco 49ers per un infortunio, con i Cowboys che vennero eliminati. Il giorno successivo emerse per il giocatore una frattura della gamba.

#### Stagione 2023
Il 6 marzo 2023 i Cowboys applicarono su Pollard la franchise tag. Nella prima partita della stagione Dallas vinse per 44-0 contro i Giants con il running back che corse 82 yard e 2 touchdown.  Nel terzo turno contro i Cardinals corse 23 volte per 122 yard nella sconfitta. Complessivamente nel 2023 corse 252 volte per 1.005 yard e sei tocuhdown, oltre a 55 ricezioni per 311 yard.

### Tennessee Titans
L'11 marzo 2024 Pollard firmò con i Tennessee Titans. Nella prima partita con la nuova maglia corse 82 yard, tra cui un touchdown da 26 yard, nella sconfitta contro i Chicago Bears. Nel nono turno disputò la miglior prova stagionale correndo 128 yard nella vittoria sui New England Patriots. Nella settimana 12 corse 119 yard e segnò un touchdown nella vittoria a sorpresa sugli Houston Texans. Nell'ultimo turno, di ritorno da un infortunio, corse 62 yard, raggiungendo quota mille per la terza stagione consecutiva.

## Palmarès
- Convocazioni al Pro Bowl: 1

2022
- Giocatore offensivo della NFC della settimana: 1

11ª del 2022
- Running back della settimana: 1

8ª del 2022